# Le Supplice de Jane Grey
Le Supplice de Jane Grey est un tableau grand format du peintre français Paul Delaroche achevé en 1833 et aujourd'hui exposé à la National Gallery de Londres.

## Description
La toile représente les instants précédant l'exécution de Lady Jane Grey, placée ici au centre du tableau, héritière d'Édouard VI, proclamée reine d'Angleterre à l'âge de 16 ans au tout début de février 1554, destituée neuf jours après son couronnement. L'action figurée ici montre donc le moment où, le 12 février, elle est sur le point d'être décapitée à la tour de Londres sur ordre de Marie Tudor, également prétendante au trône. Jane est surnommée, du fait de la brièveté de son règne, la « reine de neuf jours ». Elle fut suivie dans son supplice par son mari puis, onze jours plus tard, par son père.
Au centre, la victime, tout de blanc vêtue, les yeux bandés, est à genoux, et s'apprête à placer sa tête sur le billot, qui est posé au premier plan, sur un tas de paille fraiche destiné à absorber son sang. Elle est assistée d'un vieillard, situé à sa gauche, qui est censé représenter Sir John Brydges, 1er baron Chandos, lieutenant de la tour de Londres au moment de l'exécution. La figure à droite du tableau est celle du bourreau ; il attend, debout, affublé d'une cocarde à l'épaule, d'un collant rouge, il tient le manche d'une hache tournée vers le sol ; il fixe la jeune femme. Jane est accompagnée de deux dames d'honneur, qui, effondrées par la peine, se situent en arrière-plan du tableau, à gauche, et détournent le regard. Tous les personnages se tiennent sur une estrade recouverte d'une draperie noire. À l'arrière plan, on remarque que le mur et les deux colonnes sont ornementés dans le style gothique et on devine, derrière le bourreau, le cercueil.

## Genèse
Delaroche a réalisé cette toile presque trois cents ans après l'exécution de Jane Grey, en 1833, s'appuyant sur des sources historiques contemporaines, dont des documents du XVIe siècle. Ce peintre avait construit sa réputation dans le genre de la peinture d'histoire, et s'est distingué, aux yeux des critiques d'art, par sa recherche du détail, d'une certaine forme de réalisme et parfois la violence qui se dégagent de certains de ses tableaux.

## Réception
Le tableau a été présenté au public pour la première fois au Salon de 1834. Le format est de 246 sur 297 cm, considéré comme habituel à cette époque pour ce genre de composition historique. Le titre au catalogue était Jane Grey, et le carton accompagné du texte suivant :

« Jane Gray, qu'Edouard VI avait, par son testament, instituée héritière du trône d'Angleterre fut, après un règne de neuf jours, emprisonnée par ordre de Marie, sa cousine, qui, six mois après, lui fit trancher la tête. / Jane Gray fut exécutée dans une salle basse de la tour de Londres, à l'âge de 17 ans, le 12 février 1554. / "La noble dame, arrivée au lieu du supplice, se tourna vers deux siennes nobles servantes, et se laissa desuestir par icelles. Sur cela le bourreau, se mettant à genoux, luy requit humblement luy vouloir pardonner, ce qu'elle fit de bon cœur. Les choses accoustrées, la jeune princesse s'étant jetée à genoux, et ayant la face couverte, s'écria piteusement : que feray-ci maintenant ? Où est le bloqueau ? Sur cela Sir Bruge, qui ne l'avait pas quittée, luy mit la main descus. Seigneur, dit-elle, ie recommande mon esprit entre tes mains. Comme elle proférait ces parolles, le bourreau, ayant pris sa hache, luy coupa la teste." / (Martyrologe des Protestans, public en 1588) »

Le critique Gustave Planche n'aima pas vraiment le tableau, reprochant « la coquetterie patiente des accessoires et la figure toute neuve de la composition ». Durant tout le Salon, le public en fit le siège, on assista même à des crises de larmes, dont certains se gaussèrent. Delaroche n'en était pas à son premier tableau à « faire pleurer les chaumières » : Les Enfants d'Édouard (1830) est de la même facture. Quant à Théophile Gautier, en critique courageux, il rappelait, quelques années après cette exposition à succès que « si l’on déclarait à beaucoup d’honnêtes gens que M. Paul Delaroche n’est pas le premier peintre du monde, on les surprendrait, et on les choquerait fort […] Je me rappelle le tumulte qu’excitèrent dans le temps quelques lignes peu révérencieuses, où je donnais à entendre que la Jane Gray me paraissait mal composée, dans le sens où il faut prendre ce mot en peinture, et que le sujet était, pour un véritable peintre, d’une importance très secondaire. »
Avant sa présentation au Salon, la toile avait été préalablement achetée par le comte russe Anatole Demidoff, puis elle est revendue en 1870 à Henry Eaton, 1er baron Cheylesmore. En 1835, Delaroche signait un contrat d'exclusivité avec Adolphe Goupil, qui, fort du succès public du peintre, fait reproduire sous la forme de gravures, la dite toile. L'image se répandit partout.
En 1891, elle passe en vente chez Christie's et part pour la somme de £ 1 575, soit près de 40 000 francs-or, alors qu'elle avait été estimée à plus de £ 7 000, rachetée par le propre fils du baron Eaton, qui l'offre à la National Gallery de Londres en décembre 1902. Curieusement, la toile disparaît aux yeux du public en 1928, au moment de la grande inondation de la ville par les eaux de la Tamise. Ce n'est qu'en 1973 qu'elle est redécouverte dans les réserves du musée. Exposée à Londres depuis lors, elle suscite de nouveau la fascination des publics.

## Analyse
Cette œuvre est une tentative de reconstitution d'un fait historique. Elle s'inscrit dans le contexte de la période romantique française, sujette à l'anglomanie et aux situations dramatiques, symptomatique d'une littérature romantique noire qui va puiser dans le passé ses motifs. Le peintre s'est inspiré du théâtre en vogue à cette époque qui redécouvre entre autres William Shakespeare et la Renaissance, par le biais de jeunes gens comme Alexandre Dumas et Victor Hugo. Le modèle de Jane pour le peintre est d'ailleurs l'actrice connue sous le nom de « Mademoiselle Anaïs », sociétaire de la Comédie-Française. Cette théâtralisation ici est d'autant plus évidente que nous assistons aux derniers instants du personnage-titre, qu'une véritable scène est ici peinte avec décor et lumières (estrade, encadrement, éclairage solaire central, etc.). Tous les acteurs secondaires prennent un air triste, renforçant l'effet de mise en scène, de suspension en attente de l'instant fatal.
En dépit de la familiarité du peintre avec la représentation picturale d'événements historiques célèbres, certains détails du tableau demeurent inexacts. En effet, on sait aujourd'hui que l'exécution s'est déroulée en extérieur, dans l'enceinte de la tour de Londres, en un lieu connu sous le nom de « Tower Green » et qu'une telle exécution politique s'opérait face à un public témoin et des soldats : il est intéressant de constater que le public, ici absent à l'image, devient donc le regardeur du tableau. La peinture indique que Delaroche n'était pas au fait de cet aspect de l'événement, et qu'il a pris la liberté d'imaginer un lieu quasiment reclus, une sorte d'alcôve, un peu comme dans un tableau religieux de l'époque du Caravage, l'idée de supplice, confinant au martyre, est ici renforcée au-delà du titre : le spectateur peut se demander pourquoi sacrifier une personne aussi belle et jeune et au nom de quoi. Curieusement, la scène se déroule sur une estrade de bois surélevée, similaire à celle sur lesquelles avaient lieu les exécutions, durant la Révolution française. Il a donc procédé ici en partie à une transposition.